# Thomas A. Dorsey
Thomas Andrew Dorsey (Villa Rica, 1 de julho de 1899 - Illinois, 23 de janeiro de 1993) foi um músico, compositor e evangelista cristão estadunidense influente no desenvolvimento do blues inicial e da música gospel do século XX. Ele escreveu 3 000 canções, um terço delas gospel, incluindo " Take My Hand, Precious Lord " e "Peace in the Valley". As gravações desses venderam milhões de cópias nos mercados gospel e secular no século XX.

## Vida
Nascido na zona rural da Geórgia, Dorsey cresceu em uma família religiosa, mas ganhou a maior parte de sua experiência musical tocando blues em barricas e festas em Atlanta. Ele se mudou para Chicago e se tornou um compositor e arranjador proficiente de jazz e vaudeville no momento em que o blues estava se tornando popular. Ele ganhou fama acompanhando Ma Rainey em turnê e, juntou-se ao guitarrista Tampa Red em uma carreira de gravação de sucesso.
Após um despertar espiritual, Dorsey começou a se concentrar em escrever e fazer arranjos musicais religiosos. Além das letras, ele não via nenhuma distinção real entre o blues e a música da igreja, e via as canções como um suplemento à pregação da palavra falada. Dorsey serviu como diretor musical na Igreja Batista Peregrina de Chicago por 50 anos, introduzindo a improvisação musical e encorajando elementos pessoais de participação como palmas, batidas de pés e gritos em igrejas quando estes eram amplamente condenados como não refinados e comuns. Em 1932, ele co-fundou a Convenção Nacional de Coros e Coros Gospel, uma organização dedicada a treinar músicos e cantores de todos os Estados Unidos que continua ativa. A primeira geração de cantores gospel do século 20 trabalhou ou treinou com Dorsey: Sallie Martin, Mahalia Jackson, Roberta Martin, e James Cleveland, entre outros.

O autor Anthony Heilbut resumiu a influência de Dorsey dizendo que ele "combinou as boas novas do gospel com as más notícias do blues". Chamado de "Pai da Música Gospel" e frequentemente creditado por sua criação, Dorsey gerou com mais precisão um movimento que popularizou o blues gospel em todas as igrejas afro-americanas nos Estados Unidos, o que por sua vez influenciou a música americana e ajudou a gerar a criação de todos as principais formas musicais americanas nos anos 1900 e 2000.